# Neochera unita
Neochera unita là một loài bướm đêm trong họ Erebidae.